# Amassadik
Amassadik ou Amasadek est un village du Cameroun situé dans le département du Logone-et-Chari, dans la Région de l'Extrême-Nord, au sud-ouest du lac Tchad. Proche de la frontière avec le Nigeria, appartenant à la commune de Fotokol et au canton de Kokio, Amassadik  est sis à environ 13 km de la ville de Fotokol. 

## Population
Lors du recensement de 2005, on y a dénombré 160 personnes.